# NGC 21
NGC 21 (ou NGC 29) é uma galáxia espiral barrada (SBbc) localizada na direcção da constelação de Andromeda. Possui uma declinação de +33° 21' 07" e uma ascensão recta de 0 horas, 10 minutos e 47,0 segundos.
A galáxia NGC 21 foi descoberta em 26 de Novembro de 1790 por William Herschel.